# Капрун

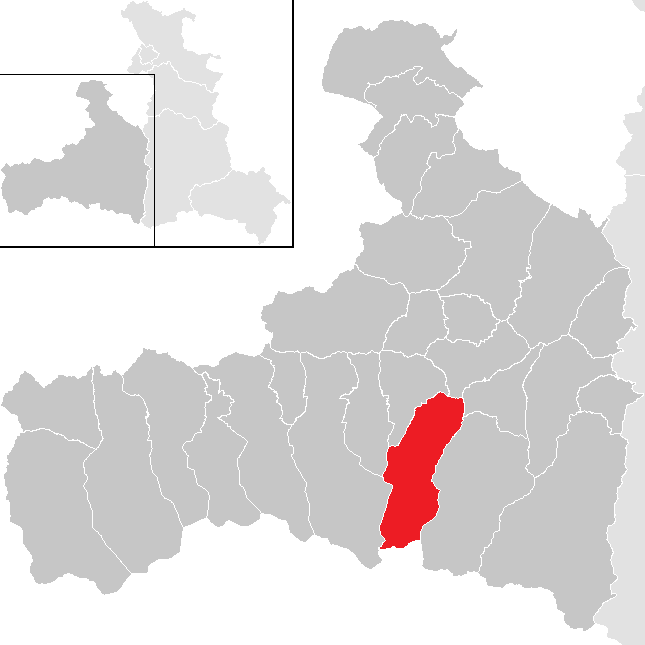
Капрун на мапі округу та землі

Капрун —  містечко та громада в австрійській землі Зальцбург. Містечко належить округу Целль-ам-Зе.  У цьому місті виникла найбільша пожежа в Австрії, котра відбулась в фунікулері і забрала життя в 155 людей. Трагедія відбулася в тунелі.